# Xylopia congolensis
Xylopia congolensis är en kirimojaväxtart som beskrevs av De Wild. Xylopia congolensis ingår i släktet Xylopia och familjen kirimojaväxter. Inga underarter finns listade i Catalogue of Life.